# Depresja lękowa
Depresja lękowa, depresja agitowana – kombinacja depresji i niepokoju, może pojawić się w chorobie dwubiegunowej oraz ciężkiej zaburzeniach depresyjnych.

## Objawy depresji lękowej
- depresyjny nastrój ze znacznym niepokojem
- niepokój ruchowy
- bolesne wewnętrzne napięcia
- zaburzenia odżywiania
- galopujące i piętrzące się myśli[2]

## Przyczyny i bodźce
- traumatyczne zdarzenia
- długotrwały stres
- zaburzenia hormonalne
- choroba dwubiegunowa
- zaburzenia lękowe
- niedoczynność tarczycy[3]

W niektórych przypadkach antydepresanty mogą powodować depresje agitowaną. Agitacja (stan psychoruchowy) i pobudliwość mogą być skutkami ubocznymi zażywania tych lekarstw.

## Leczenie depresji lękowej
Leczenie w depresji agitowanej jest kombinacją psychoterapii i farmakoterapii (antydepresanty), leki przeciwlękowe, stabilizatory nastroju.
Wykorzystywanie psychoterapii poznawczo-behawioralnej jest kluczowym elementem w leczeniu depresji lękowej.